# Sigma Librae
Sigma Librae (σ Lib / σ Librae) è una stella gigante rossa di magnitudine 3,3 situata nella costellazione della Bilancia. Dista 290 anni luce dal sistema solare. In passato era nota anche come γ Scorpii, denominazione caduta in disuso quando, nel 1930, la stella venne assegnata definitivamente alla Bilancia.
Ha anche i nomi tradizionali di Brachium (braccio), Cornu (corno), che derivano dal latino, e Zubenhakrabi, dall'arabo Zubān al ʽAḳrab, "la pinza dello scorpione". Johann Bayer la denominò inizialmente "Gamma Scorpii" ponendola nella costellazione vicina dello Scorpione. In seguito, Benjamin Gould, il fondatore dell'Astronomical Journal, la chiamò definitivamente Sigma Librae.

## Osservazione
Si tratta di una stella situata nell'emisfero celeste australe; grazie alla sua posizione non fortemente australe, può essere osservata dalla gran parte delle regioni della Terra, sebbene gli osservatori dell'emisfero sud siano più avvantaggiati. Nei pressi dell'Antartide appare circumpolare, mentre resta sempre invisibile solo in prossimità del circolo polare artico. Essendo di magnitudine 3,3, la si può osservare anche dai piccoli centri urbani senza difficoltà, sebbene un cielo non eccessivamente inquinato sia maggiormente indicato per la sua individuazione.
Il periodo migliore per la sua osservazione nel cielo serale ricade nei mesi compresi fra maggio e settembre; da entrambi gli emisferi il periodo di visibilità rimane indicativamente lo stesso, grazie alla posizione della stella non lontana dall'equatore celeste.

## Caratteristiche fisiche
Sigma Librae è una fredda gigante rossa di tipo spettrale M3 o M4 e con una temperatura superficiale di 3600 K; il suo raggio si è esteso a 110 volte quello del Sole, ed irradia 1900 volte più luce del Sole. Se fosse al posto della nostra stella, si estenderebbe fino alla metà della distanza fra la Terra e il Sole. È una variabile semiregolare di tipo SRB, la sua luminosità fluttua di 0,26 magnitudini in un periodo di circa 20 giorni. Si pensa che, con un nucleo inerte di carbonio e ossigeno, stia diventando una variabile Mira, ultimo stadio prima di concludere la propria esistenza in una nana bianca